# (672947) 2014 YD50
(672947) 2014 YD50 est un objet transneptunien faisant partie des objets épars avec un diamètre estimé à environ 180 km.